# PEN Berlin
Der PEN Berlin ist eine 2022 gegründete Schriftstellervereinigung auf Deutsch schreibender oder im deutschsprachigen Raum lebender Autoren, Publizisten, Schriftsteller, Übersetzer und Verleger. Die Abkürzung PEN steht für „Poets, Essayists, Novelists“.

## Geschichte
Bei der Mitgliederversammlung des PEN-Zentrums Deutschland im Mai 2022 in Gotha wurde der damals amtierende Präsident Deniz Yücel mit knapper Mehrheit im Amt bestätigt, trat jedoch anschließend zurück. Mit der Kontroverse um Yücel kam eine unter seiner Präsidentschaft bestehende Krise der Vorstandszusammenarbeit im PEN-Zentrum sowie von Mobbingvorwürfen der hauptamtlich Beschäftigten an den Vorstand an die Öffentlichkeit. Begründet wurde die Gründung des PEN Berlin dadurch, dass sich zahlreiche Mitglieder kaum mehr mit der bestehenden Organisation identifizieren könnten.
Die Gründung des PEN Berlin wurde am 3. Juni 2022 bei einer Onlinekonferenz mit 113 Beteiligten beschlossen. Der eigentliche Gründungsakt fand am 10. Juni 2022 im Literaturhaus Berlin statt. Dort wurden Eva Menasse zur Sprecherin und Deniz Yücel zum Sprecher gewählt. Zu den Mitbegründern gehörten 370 Personen. Am 28. September 2023 wurde das PEN Berlin durch das PEN International offiziell anerkannt.

## Organisation
Der PEN Berlin ist ein gemeinnützig anerkannter und eingetragener Verein. Er hat als Organe den Vereinsvorstand mit neun Mitgliedern und zwei Sprechern, der als „Board“ bezeichnet wird, und die Mitgliederversammlung. Seit November 2024 hat der Verein etwa 740 Mitglieder. 2023 wurde Georg Stefan Troller Ehrenmitglied des PEN Berlin. Weitere Ehrenmitglieder sind Julian Assange, Toomaj Salehi und Saman Yasin.
Mitglieder des Boards
- Dana Grigorcea
- Birgit Schmitz
- Thea Dorn (Sprecherin)
- Andrea Landfried
- Joachim Helfer
- Konstantin Küspert
- Sophie Sumburane
- Paul-Henri Campbell
- Deniz Yücel (Sprecher)

Mitglieder und ehemalige Mitglieder
- PEN Berlin-Mitglieder alphabetisch gelistet

## Kritik
Andreas Platthaus urteilte in der Frankfurter Allgemeinen Zeitung über die Gründungsversammlung: „PEN Berlin, das macht die Gründungsversammlung klar, ist vor allem PEN Yücel.“ Eva Menasse widersprach dieser Auffassung in derselben Zeitung: „Der neue PEN Berlin – Viel mehr als ein Yücel-Wahlverein.“

## Zivilhilfe in der Ukraine
Auf Initiative von Ralf Bönt sammelte der PEN Berlin 2022 knapp 200.000 € Spenden um zwei Feuerwehrfahrzeuge und Notstromgeneratoren zu kaufen. Sie wurden an den Friedenspreisträger des Deutschen Buchhandels Serhij Zhadan in Charkiw ausgeliefert. An dem Projekt arbeitete Liane Bednarz entscheidend mit.   

## Austritte nach dem Terrorangriff der Hamas auf Israel 2023
Nach dem Terrorangriff der Hamas auf Israel 2023 kam es zu zahlreichen Konflikten im PEN Berlin. Im November 2023 verließ Ernst Piper den PEN Berlin. Er warf diesem ein durch Susan Neiman und Eva Menasse geprägtes israelkritisches Gesicht vor und bezeichnete die „selbstherrliche Verachtung“, mit der beide über Israel sprächen, als „schwer zu ertragen“. Es folgten weitere Vereinsaustritte von Julia Franck und Ramona Ambs. Menasse warf den Ausgetretenen vor, diese seien auf „15 minutes of fame“ aus, um einem „jungen Verein zu schaden“, der in „sehr kurzer Zeit wirklich solide kulturpolitische Arbeit geleistet“ habe. Carsten Hueck kritisiert auf Deutschlandfunk Kultur, dass Menasse „Pro-Israel-Rufe“ als Ausdruck „kultureller Hysterie“ diskreditiere. Auf der Mitgliederversammlung in Hamburg im November 2024 bahnte sich neuer Streit dazu an, da eine Resolution zum Gazakrieg eingebracht, dann aber vertagt wurde, um in einer gesonderten Onlinesitzung im Dezember verhandelt zu werden. 
Im Dezember 2024 traten 25 teils namhafte Mitglieder unter Protest aus dem PEN Berlin aus, darunter 
- Mohammad Al Attar
- Yassin al-Haj Saleh
- Larissa Bender
- Donat Blum
- Marion Detjen
- Diedrich Diederichsen
- Tomer Dotan-Dreyfus
- Deborah Feldman
- Jonathan Garfinkel
- Peter Kuras
- Per Leo
- Susan Neiman
- Norman Ohler
- Uroš Prah
- Maximilian Steinbeis
- Stefan Weidner

Die Frankfurter Rundschau beschrieb die Gründe der Austritte auf folgende Art und Weise:
Statt eines Resolutionsentwurfs, der sich auf Grundlage der PEN-Charta unzweideutig zu den getöteten Autorinnen und Autoren und zur Zerstörung der kulturellen Infrastruktur in Gaza äußert, wurde ein ausweichender »Kompromissantrag« angenommen. Damit war für viele eine rote Linie überschritten. Die aktive Nichtbefassung mit Kriegsverbrechen löste eine Austrittswelle aus.
Hans Suilmann beurteilte die Resolution in der antideutschen Wochenzeitung Jungle World anders. Zuvor war Elke Schmitter bereits im Protest gegen die Resolution ausgetreten, dann hatten sich einige Autoren von dieser Resolution distanziert. Einige andere Mitglieder kritisierten die Austritte in einem offenen Brief und forderten Zusammenhalt, darunter 
- Doris Akrap
- Stephan Anpalagan
- İmran Ayata
- Christian Berkel
- Nora Bossong
- Simone Buchholz
- Alexandru Bulucz
- Saba-Nur Cheema
- Daniel Cohn-Bendit
- Svenja Flaßpöhler
- Michel Friedman
- Wladimir Kaminer
- Daniel Kehlmann
- Ursula Krechel
- Kristof Magnusson
- Francesca Melandri
- Eva Menasse
- Meron Mendel
- Moritz Rinke
- Kathrin Röggla
- Judith Schalansky
- Alain Claude Sulzer
- Jörg Sundermeier
- Jan Wagner

Lorenz Beckhardt rief anschließend in der Jüdischen Allgemeinen zum Eintritt in den PEN Berlin auf, Eva Menasse antwortete anschließend auch in der Jüdischen Allgemeinen.